# Leichenstein (Breitenbrunn)
Der Leichenstein ist ein Denkmal im Waldgebiet unmittelbar rechts der Staatsstraße von Breitenbrunn/Erzgeb. nach Rittersgrün. Er trägt die Aufschrift Zum Andenken an G. L. Albrecht d. 6. März 1814.
Der Gedenkstein für den Förster Gottlob Leberecht Albrecht wurde unmittelbar nach dessen Tod an dieser Stelle errichtet. Albrecht, der im heutigen Haus Kirchstraße 7 in Rittersgrün wohnte, war bergauf in seinem Forstrevier am Drechslerweg unterwegs, als er einen Gehirnschlag erlitt, an dessen Folgen er am 6. März 1814 starb. 
Das Umfeld des Leichensteins wurde auf Initiative des Rittersgrüner Chronistenstammtisches im Herbst 2012 von Wildwuchs gesäubert und der Gedenkstein restauriert und eingezäunt.
Um den Leichenstein ranken sich mehrere Geschichten und Sagen.